# Wolfango Peretti Poggi

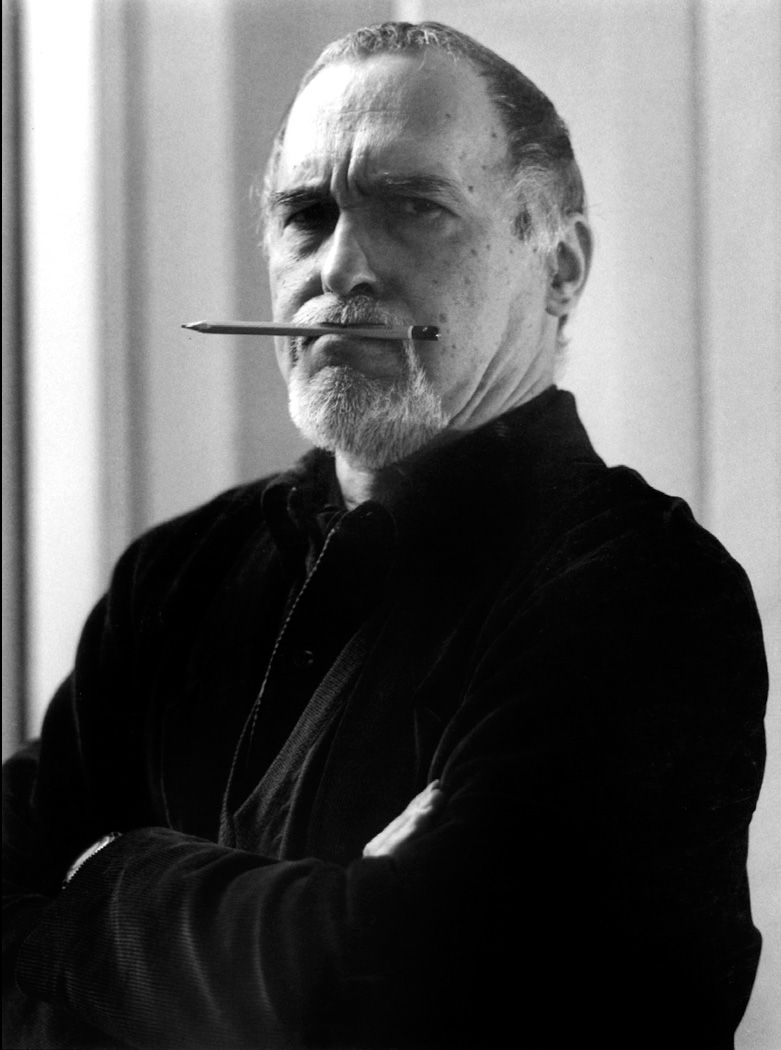
Wolfango Peretti Poggi. Fotografia di Fabio Fantuzzi.

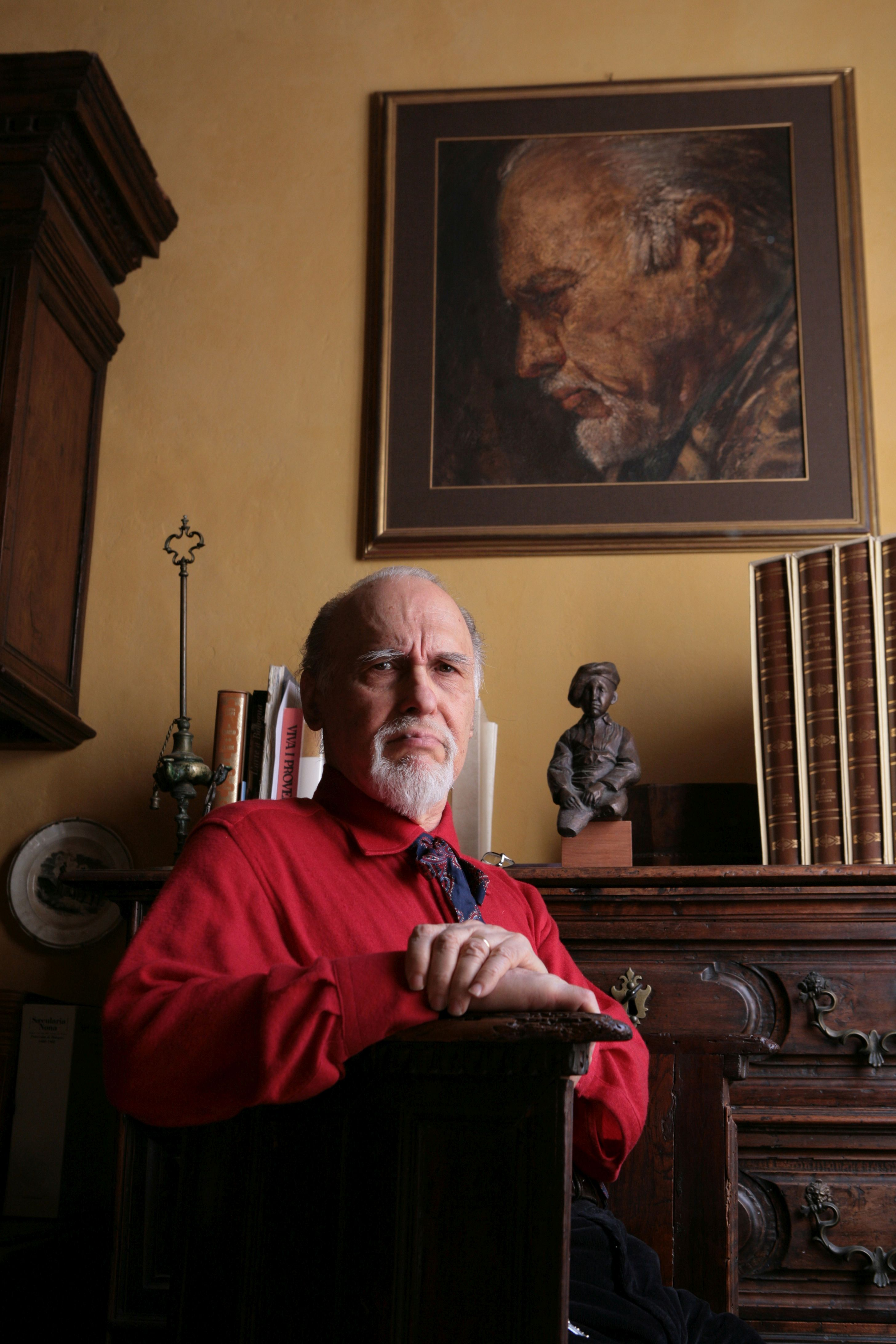
Wolfango Peretti Poggi. Fotografia di Andrea Samaritani.

Wolfango Peretti Poggi (Bologna, 28 aprile 1926 – Bologna, 16 gennaio 2017) è stato un pittore italiano.

## Biografia
Wolfango Peretti Poggi è vissuto e ha lavorato a Bologna. Votato naturalmente al disegno e alla pittura sin dalla più tenera età, è stato educato al linguaggio dei segni e del colore dallo zio pittore Giuseppe Mazzotti diplomato al Collegio Artistico Venturoli di Bologna. 
Ha conseguito il diploma classico al Liceo Galvani di Bologna e, per assecondare i genitori che desideravano diventasse medico o avvocato, si è iscritto alla facoltà di Medicina, dove si è interessato allo studio dell'anatomia in relazione all'utilizzo che ne avrebbe fatto nelle arti figurative. In seguito ha deciso di abbandonare medicina e di dedicarsi totalmente alla sua vocazione pittorica. 
Nel 1959 si è sposato con Chiara Pozzati, sorella del pittore Concetto Pozzati. Chiara, figlia del pittore e cartellonista Mario Pozzati e nipote del pubblicitario, pittore e scultore Sepo. Dal matrimonio con Wolfango Peretti Poggi sono nati due figli: Alighiera e Davide. 
Wolfango Peretti Poggi ha cominciato a esporre e a vendere quadri e disegni soltanto dal 1986 dopo la prima mostra a Bologna, realizzata grazie all'insistenza dello storico dell'arte Eugenio Riccòmini. 
Ha insegnato all'Università Primo Levi e ha diretto l'Associazione Scuola di Scultura applicata Assa di Bologna.
Insieme al figlio Davide tra il 1996 e il 1997 ha tenuto il corso di disegno “Mano, matita, museo” presso le Collezioni comunali d'arte del Comune di Bologna.

## La pittura e la poetica
Nel dopoguerra Wolfango Peretti Poggi è partito in moto e ha fatto un viaggio di istruzione ed introspezione in Spagna durante il quale si è mantenuto vendendo copie di quadri dei maestri barocchi. Inizialmente Wolfango Peretti Poggi si è attenuto ad una pittura di intrattenimento ancora legata allo stile di fine Ottocento - primi Novecento e fra gli anni quaranta e cinquanta si è dedicato a una ricerca pittorica sui classici del Quattrocento, in particolare su Piero della Francesca; ha poi proseguito con una pittura di influenza morandiana e, in seguito, grazie alla riflessione provocata da una mostra di Jean Fautrier, si è dedicato a opere a tecnica mista e a disegni informali..  Dopo questo lungo periodo di studio e sperimentazione è approdato, nel 1968,  con La cassetta dei rifiuti, alla pittura che esprimerà in pieno la sua personalità, secondo la sua poetica. Il 1968 è l'anno in cui anche in Italia si sono diffuse le vernici acriliche; le caratteristiche di queste vernici hanno consentito al nostro pittore di realizzare quadri materici, di grandi dimensioni. Fino a quella data Wolfango Peretti Poggi ha lavorato completamente al di fuori del sistema commerciale dell'arte, ha dipinto per sé, apprezzato dai suoi familiari e dagli amici che lo andavano a trovare; il nome della moglie, Chiara, è incastonato nella "O" della firma del pittore proprio a testimonianza del fatto che Wolfango Peretti Poggi la considerava un'importante collaboratrice nella realizzazione dei suoi dipinti.
Wolfango Peretti Poggi ritiene che le avanguardie storiche rappresentate da Picasso e in un secondo momento da Duchamp siano sostanzialmente un esercizio intellettuale e non arte in senso stretto. Wolfango Peretti Poggi, come i pensatori e i filosofi di tutti i tempi, si è posto la domanda di che cosa sia l'arte e, in accordo con Gombrich, risponde sostenendo che l'arte non esiste ma esistono gli artisti e le opere d'arte; non approva l'idea di arte delle avanguardie, troppo concettuale, che trascende e non ritiene necessarie l'abilità manuale e l'apprendimento pratico e teorico dell'espressione pittorica. Volendo operare entro la tradizione individua alcuni principi fondamentali su cui basa la sua poetica: una rappresentazione mimetica del reale,  una pittura carica di strati materici, l'assunzione di un punto di vista zenitale, l'ingrandimento delle figure per poterle esaminare in maniera approfondita. Tutto ciò accade attraverso la conoscenza empirica della fisicità delle cose, attraverso il rapporto quasi tattile con una natura ingigantita, capace di offrire al fruitore la sua complessità, la sua autonomia rispetto all'uomo ma anche la sua somiglianza con lui".Così si esprime Wolfango: La materia, gli elementi, la fisicità, la corporeità, la carne, si organizzano e plasmano le forme, tutte le infinite forme che popolano il cosmo: dalle stelle ai vermi. Il miracolo delle forme, la Bellezza è questa cosa qui! E noi artisti siamo innamorati di tutte queste forme, nessuna esclusa. E ci vien voglia d'imitare questo miracolo. Capisci perché io non posso prescindere dalla rappresentazione fedele delle forme? Mi parrebbe di venir meno alla mia natura ... È la condizione di noi umani, la nostra necessità! Per Wolfango Peretti Poggi la sua fisicità e quella della materia si compenetrano fino a diventare un tutt'uno; sente il bisogno di rappresentare la realtà nella sua matericità: usa la lente per meglio vedere e conoscere quello che vuole rappresentare, dice che i suoi quadri sono da toccare; il punto di vista è zenitale: spariscono la linea dell'orizzonte e l'alto e il basso, sparisce lo sfondo stesso, lo sguardo affonda nella materia degli oggetti rappresentati e nella varietà stessa degli oggetti rappresentati; ci si trova davanti a delle nature vive più che a delle nature morte.

## L'illustrazione
Wolfango Peretti Poggi, che si è sempre definito pittore, in parallelo alla pittura ha avuto una lunga carriera da illustratore che lo ha accompagnato per tutta la vita. Ha svolto questa attività da lui considerata secondaria dal punto di vista artistico firmandosi con vari pseudonimi: Anonimo bolognese, Vulpes, Golpe, Lupambolo, P.P. Vulpes, Golpetto e ha illustrato le storie più disparate, per adulti e ragazzi, con stili diversi a seconda del testo che doveva accompagnare; Wolfango Peretti Poggi illustratore è sempre stato poco riconoscibile, sia perché si è sempre nascosto dietro a pseudonimi, sia perché si è sempre espresso con grande ecletticità stilistica, che non ha permesso di ricondurre le illustrazioni a una medesima mano.
Wolfango Peretti Poggi stesso spiega perché non vede continuità fra illustrazione e pittura:... parliamo più correttamente di categorie. Quella della pittura e quella dell'illustrazione. L'una e l'altra si esprimono in linguaggi diversi. Ciascuno con caratteristiche proprie, con leggi e regole specifiche. La categoria della pittura come lingua ..., e mi riferisco a quella che va dal Paleolitico alla fine dell'Ottocento, o storia della pittura, è fatta di segni ... e colori che copiano la realtà o quelle cose che vediamo con i nostri occhi (mimesi) ed è figurativa. Al tempo stesso la realtà è trascesa, perché non si parla del mondo ma parla il mondo. Diventa vita. È creativa per necessità interiore, quindi autonoma, libera. La categoria dell'illustrazione come lingua, che non trapasserà in arte, ..., è fatta anch'essa di segni (disegni) e colori che invece copiano, cioè imitano un'altra lingua, fatta di parole.

## La critica
Hanno parlato di Wolfango Federico Zeri, Eugenio Riccòmini, Antonio Faeti, Guido Armellini, Vittorio Sgarbi, Philippe Daverio, Adriano Sofri, Giorgio Soavi, Claudio Cerritelli, Franco Basile e altri

## Le opere

### Tele
- La cassetta dei rifiuti (1968)
- Le arance (1969)
- Il piatto dell'uva (1970)
- Lo scatolone della spesa (1971)
- Le patate con i germogli (1973)
- Il finocchio (1973)
- L'ânma dla pêsga (1974)
- L'arancia dei due morelli (1975)
- Il limone con gli incarti (1976)
- Il cassetto (1977)
- Resurgo ovvero La cassetta di Zinco (1978)
- L'arachide (1981)
- La mano (1989)
- L'acino con le drosofile (1993)
- I broccoli (1993)
- La primavera, L'estate, L'autunno, L'inverno (1993)
- La noce con lo schiaccianoci, L'aglio, La patata, Il limone, La lampadina (1994)
- L'uva bianca (1995)
- L'uva con la tela di ragno, Il racemo sul piatto, L'uovo (1996)
- Lo scatolone dei giocattoli (1999)
- Il condom (2000)
- Il tagliere (2002)
- Il trittico delle ossa. Reliquia cuiusque sacra 1, 2, 3 (2004)
- Lo spray (2005)
- La cornamusa (2006)
- La conchiglia, Il motore, L'orma (2007)
- L'osso di seppia, Il granchio sacro (2008)
- I fragoloni, La caldarrosta (2011)

### Pannelli
- La biblioteca illustrata nella Sala Burattini della Sala Borsa Ragazzi, Bologna (2004)
- Allegoria del coma presso la Casa dei Risvegli Luca de Nigris, Ospedale Bellaria, Bologna (2004)

## Esposizioni

### Esposizioni permanenti
- 1968, La cassetta dei rifiuti, Aula Absidale di Santa Lucia, Bologna, in comodato[12]
- 1971, Lo scatolone della spesa, Museo della città, Palazzo Pepoli, Bologna, Collezioni d'Arte e di Storia della Fondazione Cassa di Risparmio in Bologna[13]
- 1976/77, Il cassetto, Sala Stampa Savonuzzi, Palazzo d'Accursio, Bologna, in comodato[14]
- 1978, Resurgo ovvero La cassetta di Zinco, su una parete del vestibolo contiguo alla chiesa di San Giovanni in Monte, Bologna, in comodato[15]
- 1999, Lo scatolone dei giocattoli, Museo della città, Palazzo Pepoli, Bologna, Collezioni d'Arte e di Storia della Fondazione Cassa di Risparmio in Bologna[16]
- 2004, La biblioteca illustrata, Cinque pannelli su parete, acrilico, Biblioteca Sala Borsa Ragazzi, Bologna
- 2004, Allegoria del coma, Pannello su tela, acrilico, Casa dei Risvegli Luca de Nigris, interno dell'Istituto Bellaria, San Lazzaro (Bologna)

Personali
- 1986, Grandi dipinti, ex Chiesa di Santa Lucia, Bologna
- 1988, Il presepio di Wolfango, Sala dei Teatini, Chiesa di San Bartolomeo e Gaetano, Bologna
- 1991,  Wolfango disegni, Galleria Forni, Bologna
- 1991,  Wolfango, Ex convento di San Giovanni in Monte, Bologna
- 1994,  Wolfango incisioni, Galleria della Neve, Bologna
- 1997, Wolfango incisioni, Galleria della Neve, Bologna
- 2006/2007 Il presepio di Wolfango, Sala d'Ercole, Palazzo d'Accursio, Bologna
- 2008, Wolfango Antologica, Museo della Sanità e Assistenza Oratorio dei Battuti, Complesso Monumentale di Santa Maria della Vita, Bologna
- 2011, Wolfango, Circolo Artistico di Bologna, in occasione del XXVI Premio Internazionale per la pittura Guglielmo Marconi
- 2013, Wolfango illustratore, Museo della Sanità e Assistenza Oratorio dei Battuti, Complesso Monumentale di Santa Maria della Vita, Bologna
- 2016, Wolfango. Le quattro stagioni - Concerto per frutta e verdura, Sala ottagonale, Palazzo d'Accursio, Bologna
- 2017/2018, Wolfango disegnatore, Sala d'Ercole, Palazzo d'Accursio, Bologna

## Su Wolfango Peretti Poggi
- 1986, Dipingere in silenzio, regia di Teo De Luigi
- 1994, Il quadro delle patate di Giorgio Soavi, edizioni Guenda
- 2015, Dimmi che illusione non è, regia di Federica Biondi
- 2016, Wolfango una lunga fedeltà, regia di Teo De Luigi
- 2017, Wolfango oltre i colori, biografia di Eleonora Renda, edizioni Minerva

## Premi
- 1966, Primo premio Fiera del libro per ragazzi  di Bologna  per le illustrazioni di Gesù oggi, edizioni Rizzoli
- 1997, Primo premio  del XXXVII Premio di Suzzara
- 2011, Premio Marconi per la pittura[17]
- 2016, Targa ricordo di Paolo Volponi per la pittura
- 2018, Archiginnasio d'oro, alla memoria